# Бенжамен Павар
Бенжамен Жак Марсел Павар (фр. Benjamin Jacques Marcel Pavard; Мобеж, 28. март 1996) француски је фудбалер, који тренутно игра за милански Интер и репрезентацију Француске.

## Каријера
Павар је поникао млађим категоријама Лила. Дебитовао је у француској Лиги 1 31. јануара 2015. године против Нанта (1:1).
Дана 30. августа 2016, прешао је у немачки Штутгарт и потписао четворогодишњи уговор.

## Репрезентација
Дебитовао је 2017. године за репрезентацију Француске. Био је уврштен у састав Француске на Светском првенству у Русији 2018. године.
На Светском првенству 2018. године, постигао је гол у осмини финала против Аргентине, Француска је победила на тој утакмици са 4:3.

### Голови за репрезентацију
| Бр. | Датум              | Место              | Противник       | Гол | Резултат | Такмичење                                           |
| --- | ------------------ | ------------------ | --------------- | --- | -------- | --------------------------------------------------- |
| 1.  | 30. јун 2018.      | Казањ арена        | Аргентина       | 2:2 | 4:3      | Светско првенство 2018.                             |
| 2.  | 17. новембар 2020. | Стад де Франс      | Шведска         | 2:1 | 4:2      | УЕФА Лига нација 2020/21. - група А                 |
| 3.  | 27. март 2023.     | Стадион Авива      | Република Ирска | 1:0 | 1:0      | Квалификације за Европско првенство 2024. — група Б |
| 4.  | 17. октобар 2023.  | Стадион Пјер Мороа | Шкотска         | 1:1 | 4:1      | Пријатељска утакмица                                |
| 5.  | 17. октобар 2023.  | Стадион Пјер Мороа | Шкотска         | 2:1 | 4:1      | Пријатељска утакмица                                |

## Успеси

### Клупски
Штутгарт
- Друга лига Немачке (1) : 2016/17.

Бајерн Минхен
- Првенство Немачке (4) : 2019/20, 2020/21, 2021/22, 2022/23.
- Куп Немачке (1) : 2019/20.
- Суперкуп Немачке (2) : 2020, 2022.
- Лига шампиона (1) : 2019/20.
- УЕФА суперкуп (1) : 2020.
- Светско клупско првенство (1) : 2020.

Интер
- Серија А (1) : 2023/24.
- Суперкуп Италије (1) : 2023.

### Репрезентативни
Француска
- Светско првенство (1) : 2018.
- Лига нација (1) : 2020/21.